# Tôn Truyền Phương

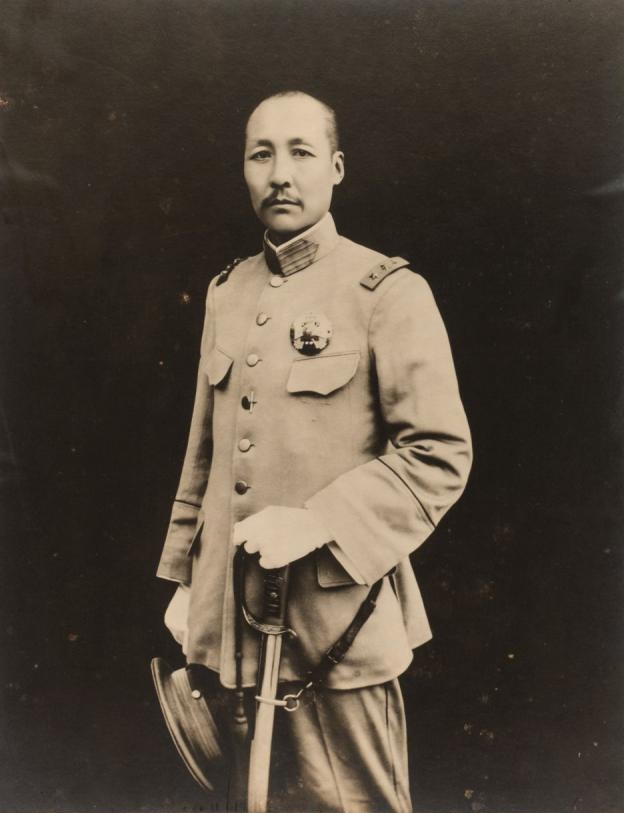
Tôn Truyền Phương

Tôn Truyền Phương (giản thể: 孙传芳; phồn thể: 孫傳芳; bính âm: Sūn Chuánfāng) (1885 – 13 tháng 11 năm 1935), tự Hinh Viễn (馨远), có biệt hiệu "Lãnh chúa Nam Kinh" hay "Tổng Tư lệnh Liên quân 5 tỉnh" là một tướng quân phiệt Trực hệ và bộ hạ của "Đại soái" Ngô Bội Phu (1874-1939).

## Tiểu sử
Tôn Truyền Phương sinh tại Lịch Thành, Sơn Đông. Ông vào học tại trường lục quân Bắc Dương năm 1904 rồi được cử sang Nhật tiếp tục học, sau khi trở về gia nhập quân Bắc Dương rồi gia nhập Trực hệ, nhanh chóng thăng tiến. Tôn trở thành Đốc quân Phúc Kiến ngày 20 tháng 3 năm 1923.
Năm 1924, khi Chiến tranh Giang-Chiết nổ ra, Tôn chỉ huy Quân đoàn 4 tại Phúc Kiến. Một trong những hành động đầu tiên của ông là ủng hộ đồng minh Tề Tiếp Nguyên, từ phía Nam tiến lên, đánh bại viên tướng quân phiệt Lư Vĩnh Tường kình địch và chiếm được Thượng Hải. Ông được thăng thưởng chức Đốc quân Chiết Giang (20 tháng 9 năm 1924 - 19 tháng 12 năm 1926). Tuy nhiên các đồng minh Trực hệ của ông thất bại trong Chiến tranh Trực-Phụng lần thứ hai, khiến Trực hệ mất hết các tỉnh phương Bắc về tay Trương Tác Lâm và Quốc dân quân của Phùng Ngọc Tường.
Năm 1925, Liên quân Hoãn-Phụng (An Huy – Phụng Thiên) dưới quyền Trương Tông Xương tạm chiếm được Giang Tô và Thượng Hải vào tháng 1. Không được Tôn Truyền Phương ủng hộ, Tề Tiếp Nguyên phải từ chức trốn sang Nhật Bản, nhưng chưa trao lại tàn quân cho Tôn chỉ huy. Trương Tông Xương và Tôn Truyền Phương giờ đây đối mặt nhau, lấy Thượng Hải làm ranh giới tạm thời. Trong khoảng thời gian còn lại của năm, hai tướng đều án binh bất động.
Sau đó, mùa thu năm 1925, cơ hội đến: Tôn tổ chức phản công, đánh lui quân Trương Tông Xương khỏi các quận của Thượng Hải. Trong 2 năm tiếp theo, Tôn mở rộng địa bàn sang các tỉnh Giang Tô, Phúc Kiến, An Huy và Giang Tây. Ông đặt tổng hành dinh tại Nam Kinh với tư cách Đốc quân Giang Tô ngày 25 tháng 11 năm 1925.
Tuy nhiên Chiến tranh Bắc phạt do Quốc dân đảng thực hiện đã chấm dứt sự thống trị của ông. Thượng Hải bị chiếm vào tháng 3 năm 1927 và ông trốn đến Đại Liên do Nhật chiếm đóng.
Ngày 13 tháng 11 năm 1935, Tôn bị ám sát tại Thiên Tân dưới tay Thi Cốc Lan, con gái Thi Tòng Tân. Trước đó, Thi Tòng Tân từng chỉ huy quân đội tại Sơn Đông. Tháng 10 năm 1925, trong Chiến tranh Trực-Phụng lần thứ 2, Thi bị Tôn Truyền Phương bắt giữ, rồi bị chặt đầu bêu lên cọc gỗ. Thi Cốc Lan bị bắt, nhưng được dân chúng cảm thông và sau đó được Chính phủ Quốc dân đảng ân xá.

## Tư liệu
- Rulers: Chinese Administrative divisions, Fujian, Jiangsu, Zhejiang